# Shelburne Falls (Massachusetts)
 (décembre 2023).
La mise en forme du texte ne suit pas les recommandations de Wikipédia : il faut le « wikifier ».
Les points d'amélioration suivants sont les cas les plus fréquents :
- Les titres sont pré-formatés par le logiciel. Ils ne sont ni en capitales, ni en gras.
- Le texte ne doit pas être écrit en capitales (les noms de famille non plus), ni en gras, ni en italique, ni en « petit »…
- Le gras n'est utilisé que pour surligner le titre de l'article dans l'introduction, une seule fois.
- L'italique est rarement utilisé : mots en langue étrangère, titres d'œuvres, noms de bateaux, etc.
- Les citations ne sont pas en italique mais en corps de texte normal. Elles sont entourées par des guillemets français : « et ».
- Les listes à puces sont à éviter, des paragraphes rédigés étant largement préférés. Les tableaux sont à réserver à la présentation de données structurées (résultats, etc.).
- Les appels de note de bas de page (petits chiffres en exposant, introduits par l'outil «  Source ») sont à placer entre la fin de phrase et le point final[comme ça].
- Les liens internes (vers d'autres articles de Wikipédia) sont à choisir avec parcimonie. Créez des liens vers des articles approfondissant le sujet. Les termes génériques sans rapport avec le sujet sont à éviter, ainsi que les répétitions de liens vers un même terme.
- Les liens externes sont à placer uniquement dans une section « Liens externes », à la fin de l'article. Ces liens sont à choisir avec parcimonie suivant les règles définies. Si un lien sert de source à l'article, son insertion dans le texte est à faire par les notes de bas de page.
- La présentation des références doit suivre les conventions bibliographiques. Il est recommandé d'utiliser les modèles {{Ouvrage}}, {{Chapitre}}, {{Article}}, {{Lien web}} et/ou {{Bibliographie}}. Le mode d'édition visuel peut mettre en forme automatiquement les références.
- Insérer une infobox (cadre d'informations à droite) n'est pas obligatoire pour parachever la mise en page.

Pour une aide détaillée, merci de consulter Aide:Wikification.
Si vous pensez que ces points ont été résolus, vous pouvez retirer ce bandeau et améliorer la mise en forme d'un autre article.
Shelburne Falls est un village historique situé dans les villes de Shelburne et  Buckland, dans le Comté de Franklin, Massachusetts, aux États-Unis.

## Géographie
D'une superficie de 7,019  km² et située à une altitude de 127 m., Shelburne Falls a une population de 1659 habitants (en 2020).
La rivière Deerfield traverse la localité où elle a creusé  des marmites glaciaires. Les chutes sont connues sous le nom de Salmon Falls.

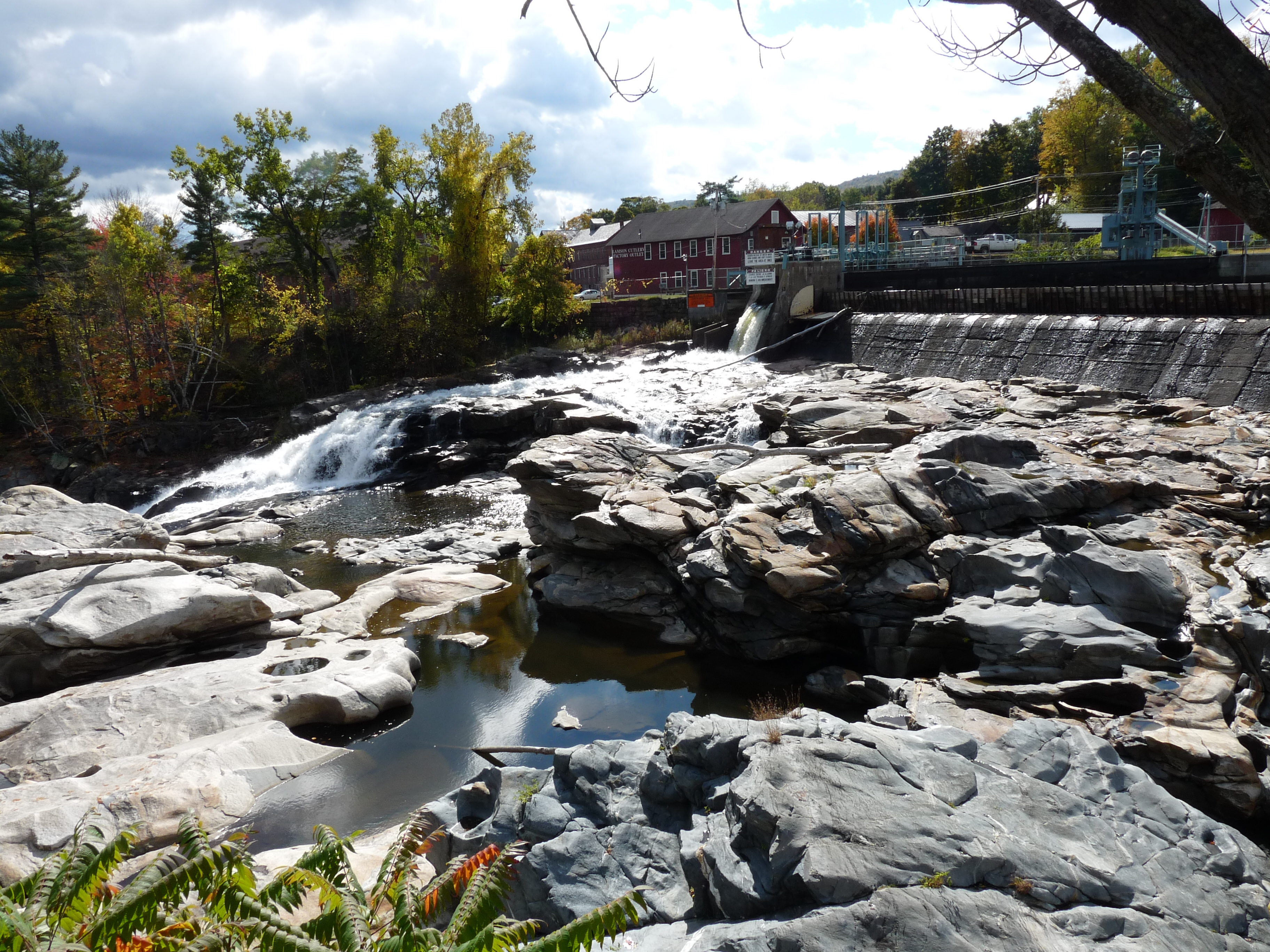
Marmites glaciaires sur la Rivière Deerfield à Shelburne Falls

La ville est traversée par le Sentier Mohawk qui fut une piste amérindienne reliant les tribus atlantiques avec les tribus de l'État de New York et au-delà. Une partie du sentier longe la rivière Deerfield sur plusieurs kilomètres et traverse le village de Shelburne Falls.

## Shelburne Falls  au cinéma et à la télévision
La ville de Shelburne Falls est le cadre de tournage de plusieurs films ou séries. Elle est généralement citée sous un  nom fictif.
- 2013 : l'action de  Last Days of Summer a lieu dans la ville  de Holton Mills, New Hampshire[1],[2].
- 2014 :  dans Le Juge l'intrigue  se déroule dans l'Indiana dans la ville fictive de Carlinville[3].
- 2021 : dans la mini-série Dexter: New Blood Dexter Morgan vit désormais dans le petit village fictif de Iron Lake,
- 2023 : dans  Winter Break des vues de Barton où se situe l'école - la Barton Academy  -  ouvrent le film[4],[5].